# Hyatt Regency Osaka
Le Hyatt Regency Osaka (ハイアット・リージェンシー・オーサカ) est un gratte-ciel de 112 mètres de hauteur construit à Osaka, dans l'arrondissement Suminoe-ku, de 1990 à 1994. Il abrite un hôtel de la chaine Hyatt.
La surface de plancher de l'immeuble est de 78 417 m2. Il y a un centre de fitness de 1 800 m2 au troisième étage.
L'immeuble a été conçu et construit par la société Obayashi.